# Chiesa di Sant'Antonio Abate (Gordola)
La chiesa di Sant'Antonio Abate è un edificio religioso ottocentesco, ma di origini più antiche, che si trova nel comune svizzero di Gordola, in Canton Ticino.

## Storia
La prima citazione dell'edificio, in forma di oratorio, risale al XVI secolo. Al suo fianco, nel 1777, fu costruito un campanile, tuttora visibile. Il resto dell'edificio, invece, fu ricostruito fra il 1831 e il 1896, dopo che nel 1829 il torrente Pentima l'aveva distrutto. I lavori nel coro furono condotti da Giuseppe Pioda e si conclusero nel 1839. Il resto dell'edificio fu realizzato da Alessandro Ghezzi. Nel 1971 gli interni della chiesa furono rinnovati.

## Descrizione

### Interni
La chiesa è a tre navate separate da due file di archi a tutto sesto sorretti da pilastri. Mentre la navata centrale è coperta da volte a botte, le due navate laterali sono coperte con volta a crociera; sul soffitto della navata centrale, la decorazione pittorica è di Pompeo Maino, del 1920. L'abside semicircolare accoglie il moderno presbiterio, della seconda metà del XX secolo, costituito dall'altare maggiore in marmi policromi, dall'ambone in pietra, dalla sede in legno e dal grande crocifisso.

### Organo a canne
Il primo organo a canne della chiesa venne costruito nel 1925 dalla ditta organaria monzese dei Fratelli Aletti. L'organo, il primo nel Ticino ad avere trasmissione elettrica, venne considerato innovativo perché costituito da due corpi distanti fra di loro (il corpo principale in cantoria sopra l'ingresso e un corpo corale dietro l'altare maggiore) comandati da un'unica consolle, situata anch'essa in cantoria. Presto, però, per problemi tecnici, l'organo del coro venne anch'esso portato in cantoria e la trasmissione portata a pneumatica (tornerà elettrica nel 1966).
Nel 1990, l'organo Aletti è stato sostituito da un nuovo strumento, costruito dalla ditta organaria zurighese Kuhn Orgelbau. A trasmissione meccanica, l'organo ha due tastiere di 56 note ciascuna ed una pedaliera di 30.